# Алария
Ала́рия (лат. Alaria) — род бурых водорослей семейства Алариевые (Alariaceae) порядка Ламинариевые (Laminariales), распространённых в морских холодных водах Северного полушария. Около 15 видов, многие из них съедобны.

## Распространение
Виды аларии имеют циркумбореальное распространение; они чувствительны к температуре воды: она не должна превышать 16° C. Именно повышение температуры воды приводит, скорее всего, к исчезновению этих водорослей из некоторых регионов, как это произошло в Ла-Манше. Характерные места обитания — отмели, на которых есть прибой, при этом водоросли этого рода обычно являются здесь доминирующими. Центр видового разнообразия рода находится в северной части Тихого океана. В Атлантическом океане наиболее распространена Алария съедобная (Alaria esculenta), в Тихом — Алария окаймлённая (Alaria marginata).

## Строение
Слоевище представителей рода состоит из трёх частей: органов прикрепления (ризоидов), стволика и удлинённой пластины, имеющей хорошо выраженное продольное ребро, которое идёт от стволика до самой вершины. Цвет слоевищ определяется наличием в поверхностных клетках слоевищ особых вакуолей — физод, которые в молодых частях слоевищ жёлтые, а в более старые частях становятся тёмно-бурыми и даже почти чёрными. Длина слоевища обычно составляет от 1 до 7 метров, но иногда достигает 25 метров; у наиболее распространённых видов, аларии съедобной и аларии окаймлённой, длина слоевищ составляет от 2 до 3 метров. Как и большинство других ламинариевых, это многолетние водоросли с ежегодно отмирающей и восстанавливающейся пластинчатой частью слоевища.
Спорангии (органы бесполого размножения) развиваются на спорофиллах — специальных выростах пластинчатой формы, расположенных на стволике. Есть сведения, что в спорофиллах аларии наблюдается повышенное содержание фенольных соединений, что, возможно, является защитным механизмом против травоядных животных.
Гаплоидное число хромосом (n) у разных видов рода составляет от 14 до 28.

## Использование
Многие виды аларии съедобны. Съедобные виды известны под японским названием вакамэ. Среди местного населения Чукотки, Алеутских и Командорских островов наиболее ценятся относительно толстые и мягкие спорофиллы аларии узкой (Alaria angusta). Кроме того, виды аларии являются потенциальным сырьём для производства солей альгиновых кислот — альгинатов.

## Виды
По информации базы данных AlgaeBase, род включает 17 видов:
- Alaria angusta Kjellman — Алария узкая[4]
- Alaria cordata Tilden
- Alaria crassifolia Kjellman
- Alaria crispa Kjellman
- Alaria elliptica Kjellman
- Alaria esculenta (Linnaeus) Greville typus[1] — Алария съедобная[2]
- Alaria flagellaris Strömfelt
- Alaria fragilis De A.Saunders
- Alaria longipes (Ruprecht) De Toni
- Alaria macrophylla Miyabe
- Alaria marginata Postels & Ruprecht — Алария окаймлённая[2]
- Alaria oblonga Kjellman
- Alaria ochotensis Yendo — Алария охотская
- Alaria paradisea (Miyabe & Nagai) Widdowson
- Alaria praelonga Kjellman
- Alaria pylaiei (Bory) Greville
- Alaria striata J.Agardh

Известный вид Alaria fistulosa (Алария дудчатая, Бобровая капуста, Алария полая), обитающий в морях Дальнего Востока, ранее также включался в род Alaria, однако сейчас, по информации базы данных AlgaeBase, он рассматривается в составе монотипного рода Eualaria и его правильным названием считается Eualaria fistulosa (Postels & Ruprecht) M.J.Wynne.